# Oaxaca (fromage)
Pour les articles homonymes, voir Oaxaca.
Le fromage Oaxaca (en espagnol:queso Oaxaca), aussi appelé quesillo, est un fromage à pâte semi-ferme du Mexique originaire de l’État de Oaxaca.

## Origine
Son origine n'est qu'appuyée par une légende populaire qui raconte qu'en 1885, Leobarda Castellanos García, fille de fromagers alors âgée d'à peine quatorze ans, devait s'occuper du lait caillé pour le fromage ce jour-là. Par inadvertance, elle oublie de traiter le fromage caillé à temps et se rend compte qu'il est trop tard. Elle décide donc de verser de l'eau chaude sur le fromage pour espérer donner un résultat raisonnable et pour que ses parents ne se rendent pas compte de la gaffe. Au lieu de vouloir la punir, ses parents étaient satisfaits du résultat et décidèrent de le vendre dans le proche village de Reyes Etla (en) où le fromage gagna de la popularité. Le village fut plus tard surnommé "le berceau du Quesillo". Après avoir été introduit à Puebla, le succès de la famille Castellanos García fut renommé "fromage d'Oaxaca" suscitant de la jalousie pour les habitants de Puebla.
En réalité, il n'y a pas vraiment de différence entre le Quesillo et l'Oaxaca. Ce qui distingue les deux produits laitiers mexicains est le lieu de production ou d'achat du produit. On garde cependant le nom de fromage d'Oaxaca pour donner de la renommée à l'état au niveau international comme cela est le cas pour le Manchego ou le Gouda. De grands producteurs comme Grupo Lala ont eux aussi commercialisé certains aliments sous le nom de fromage d'Oaxaca mais leur produit n’équivaut pas la saveur d'un vrai Oaxaca fait main ajoutant à la notoriété de la région.

## Utilisation
On peut l'utiliser pour divers buts, par exemple en base pour les quesos flameados (es), faits de chorizo et de fondue au fromage. On peut aussi le retrouver dans les quesadillas et comme complément dans les tlayudas.

## Description
Il fait partie des fromages à pâte filée et partage des similitudes à l'Asadero et est fait de lait de vache qui, lorsque fait de lait entier, est plus apprécié et qui, lorsque fait de lait écrémé, est plus recherché chez les connaisseurs. On peut le comparer à un Monterey jack peu âgé mais avec un style effiloché similaire au Mozzarella. Le processus de fabrication est très compliqué puisqu'il faut l'étirer puis le rouler pour former une boule de fromage effiloché qui, à ce moment-là, peut être roulé en de plus petits morceaux. Les fromages se vendent toujours en tailles variées, allant de quelques grammes à plusieurs kilogrammes. Pour en arriver là, le lait caillé et fermenté doit être chauffé à des températures élevées jusqu'à tant que celui-ci prenne une forme élastique et malléable avant de le passer à l'eau froide. Ce procédé est reconnu mondialement.